# Biserica reformată din Ghirolt, Cluj

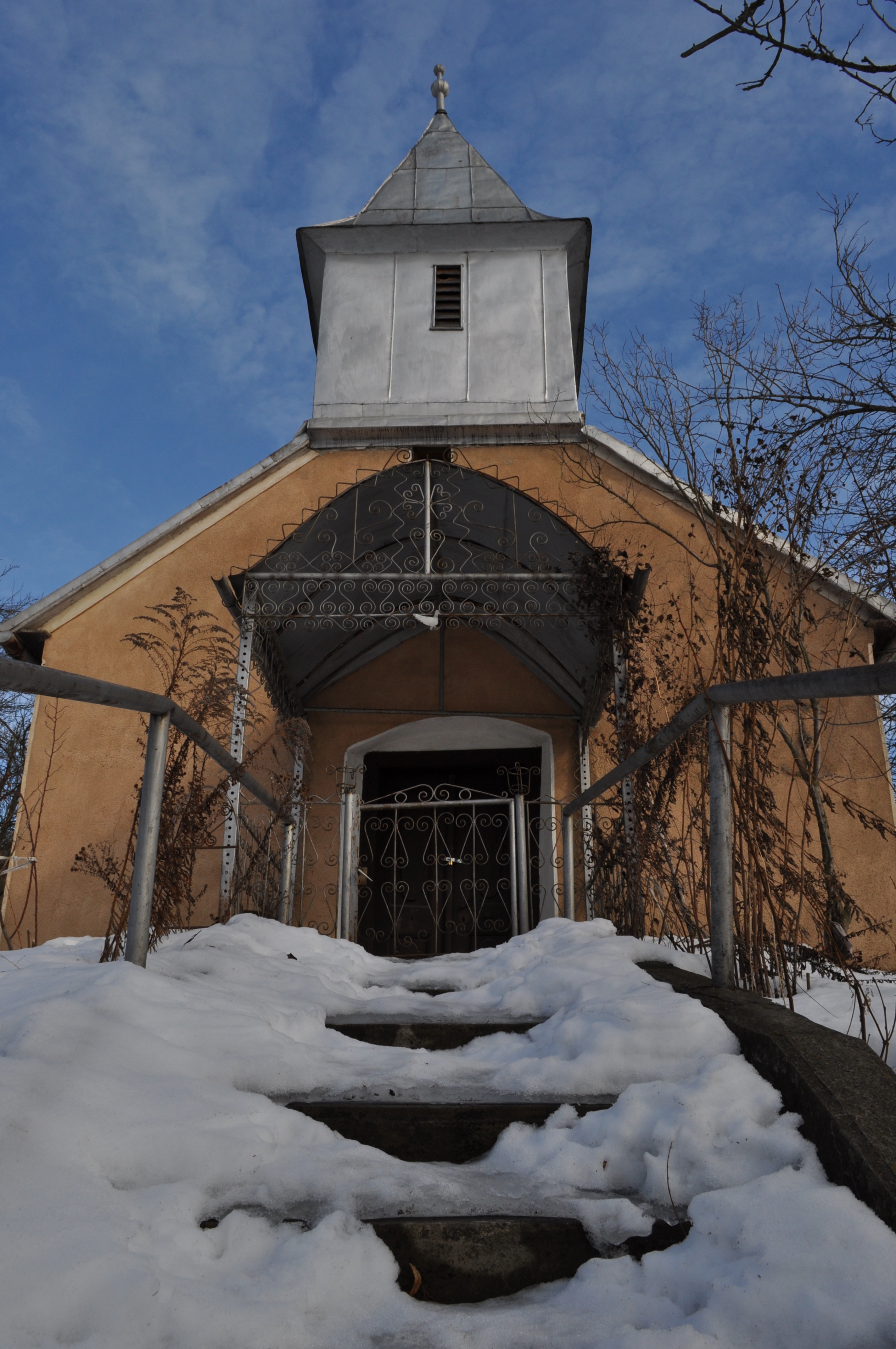
Biserica reformată din Ghirolt, comuna Aluniș, județul Cluj, foto: februarie, 2012.

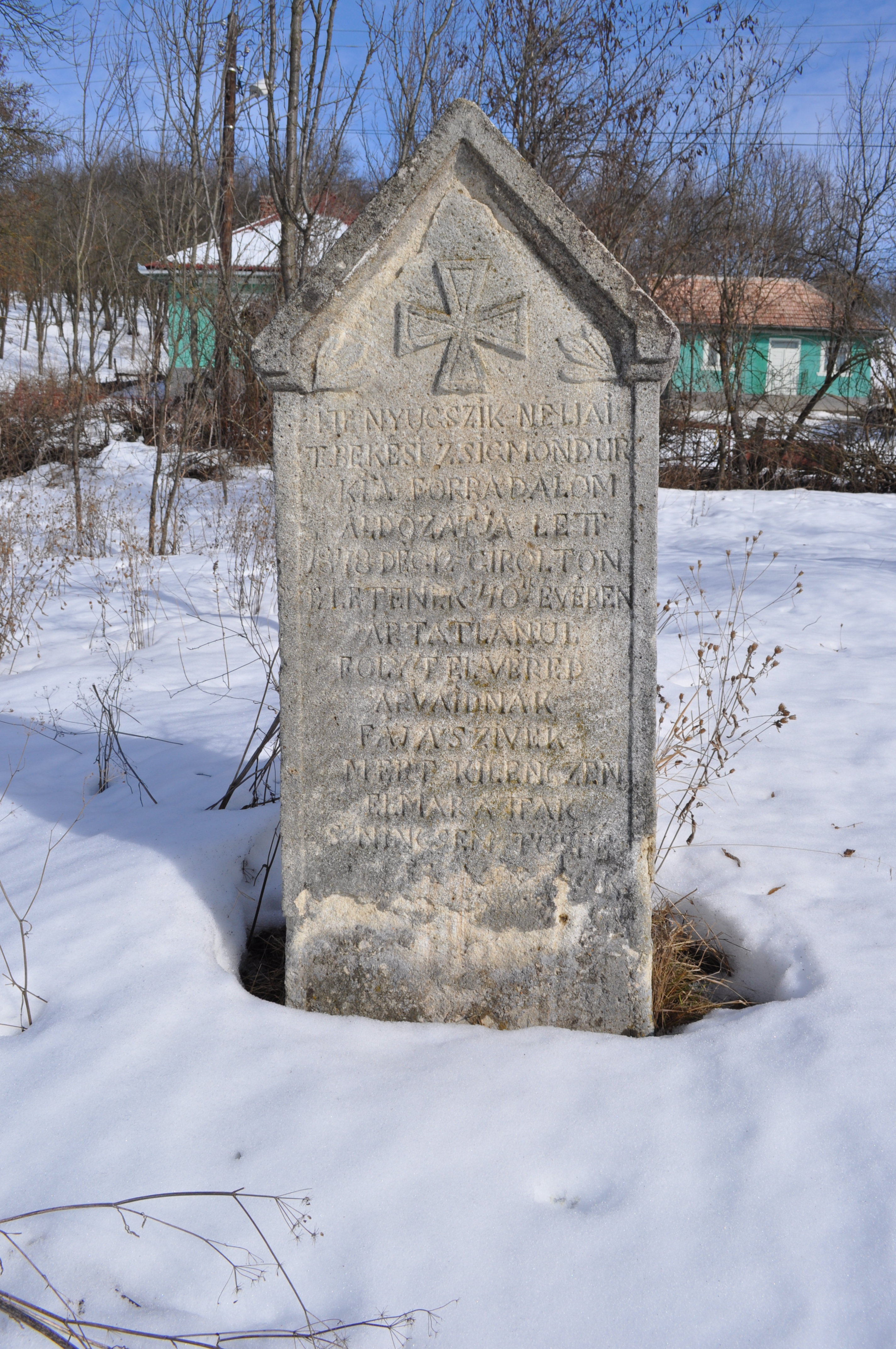
Piatră funerară

Biserica reformată din Ghirolt, comuna Aluniș, județul Cluj, datează din secolul XVI. A fost reconstruită în anul 1887. Biserica se află pe noua listă a monumentelor istorice sub codul LMI:  CJ-II-m-B-07670. 

## Imagini

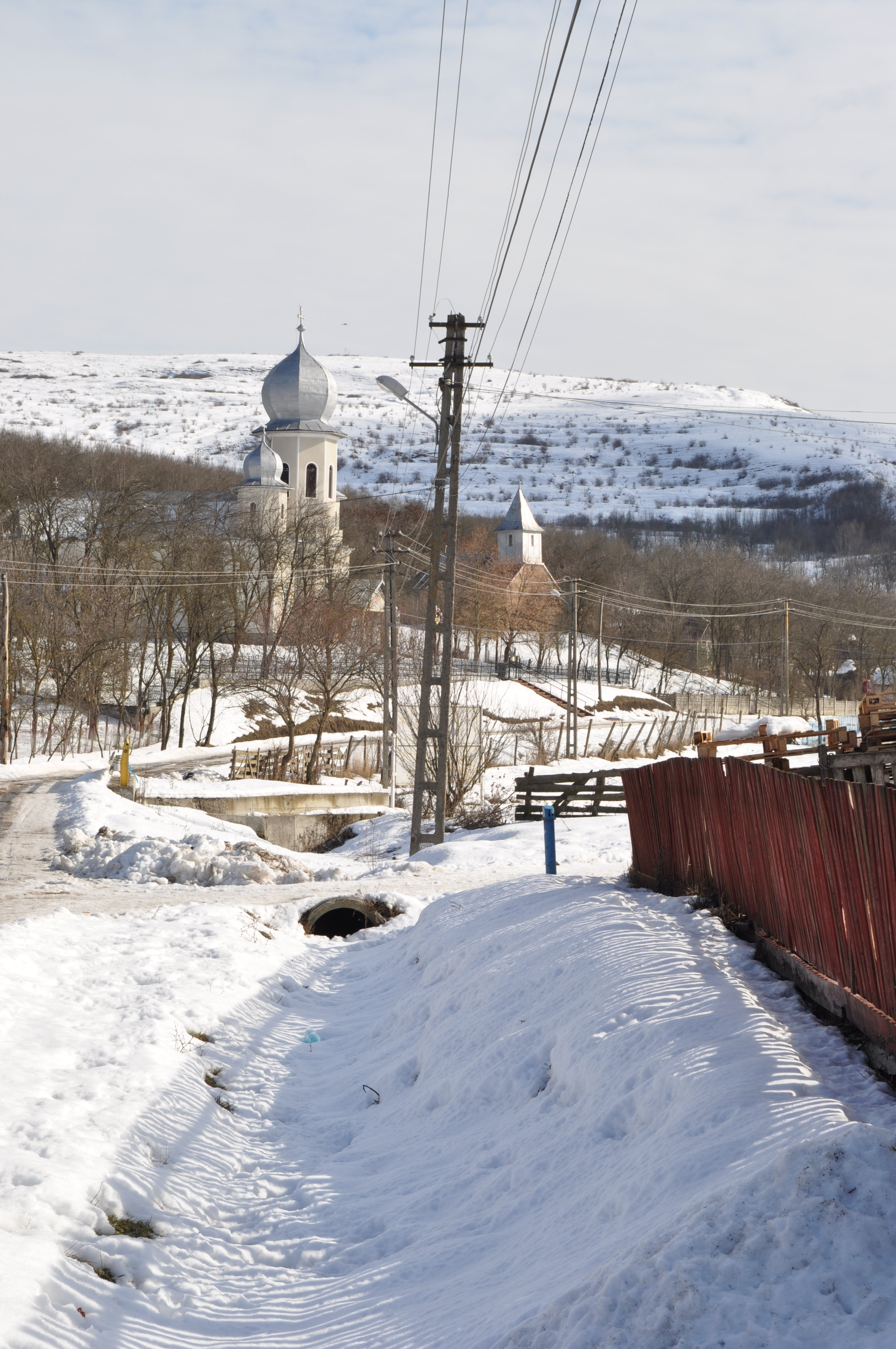
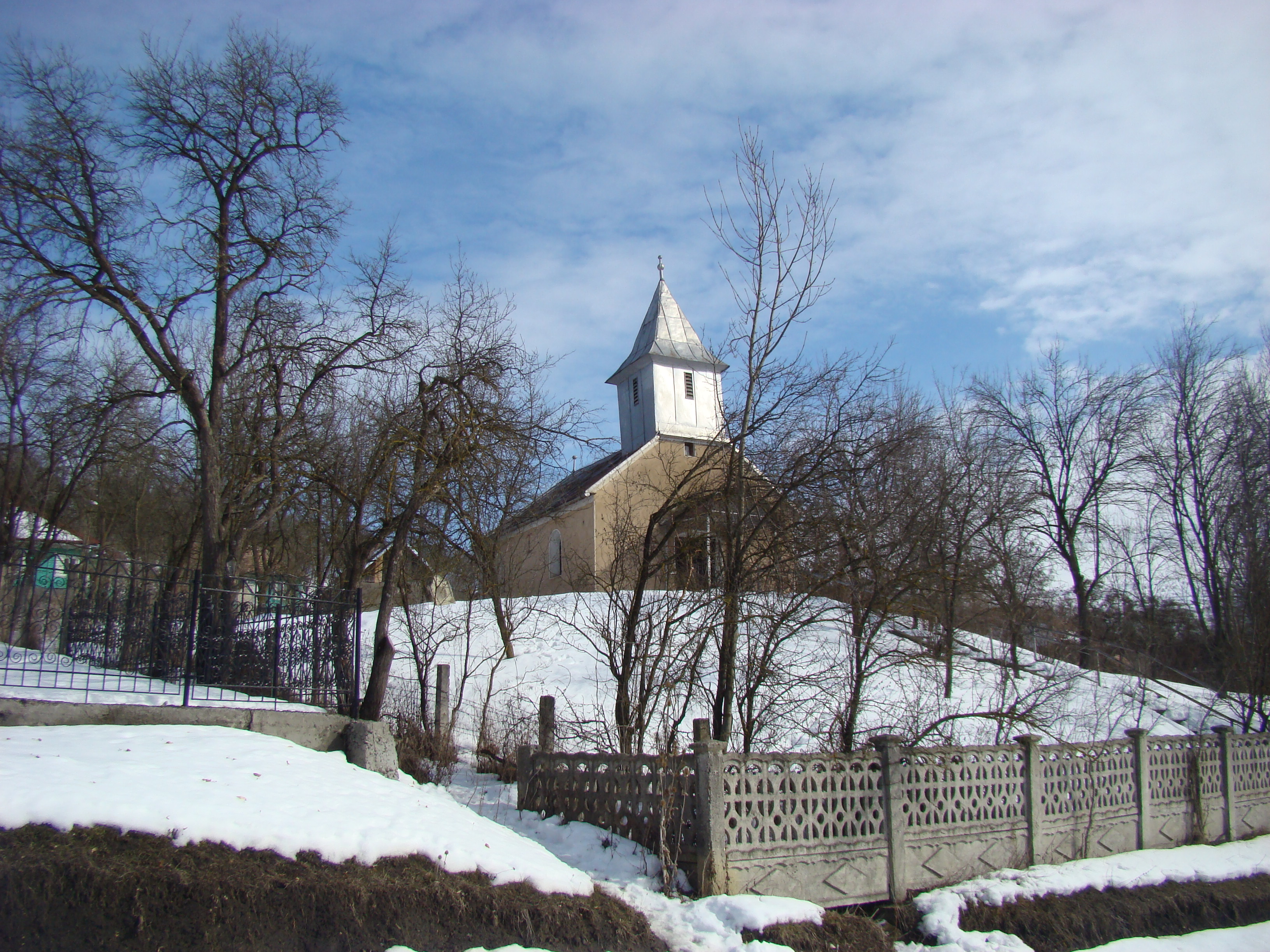
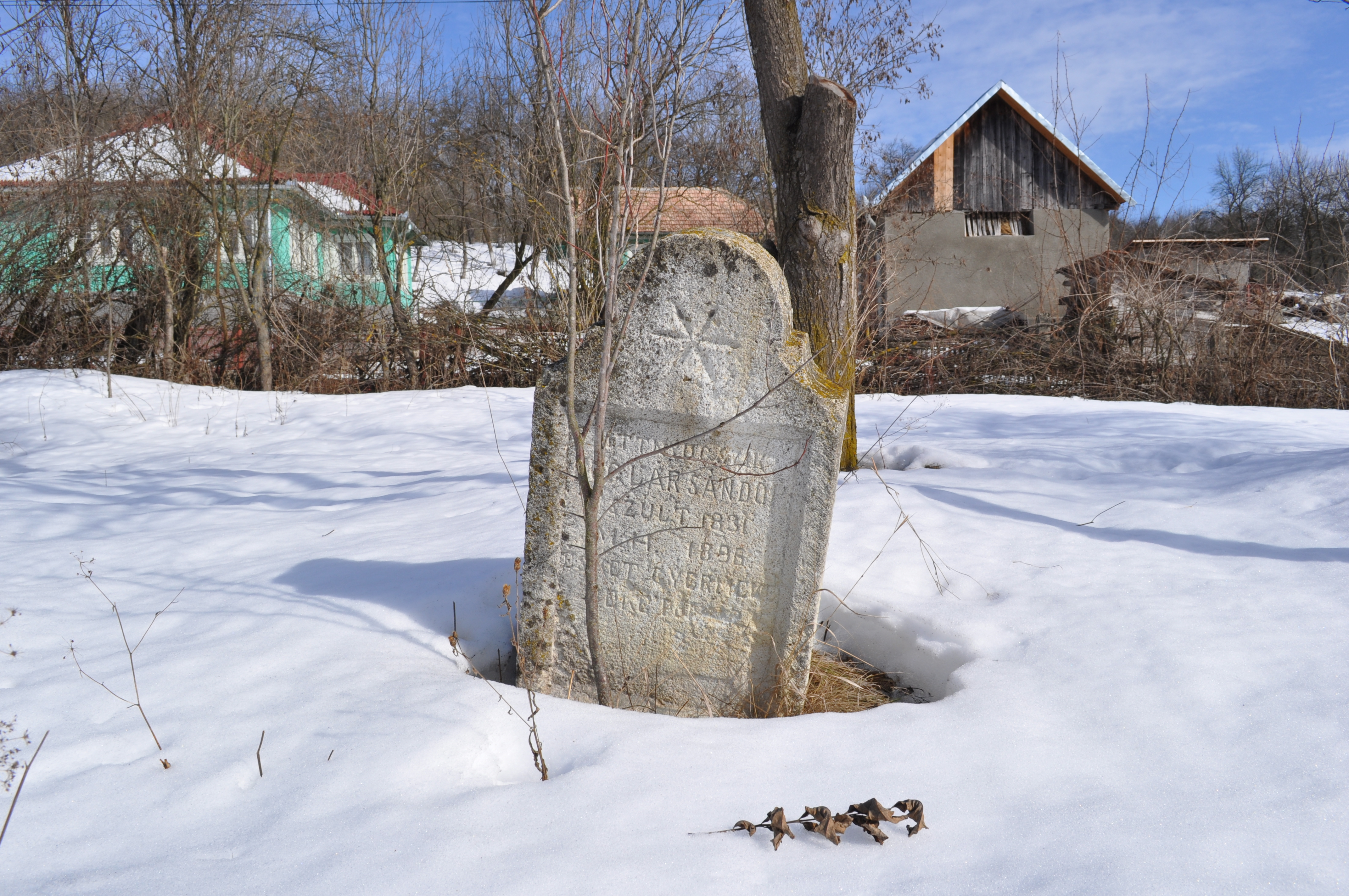
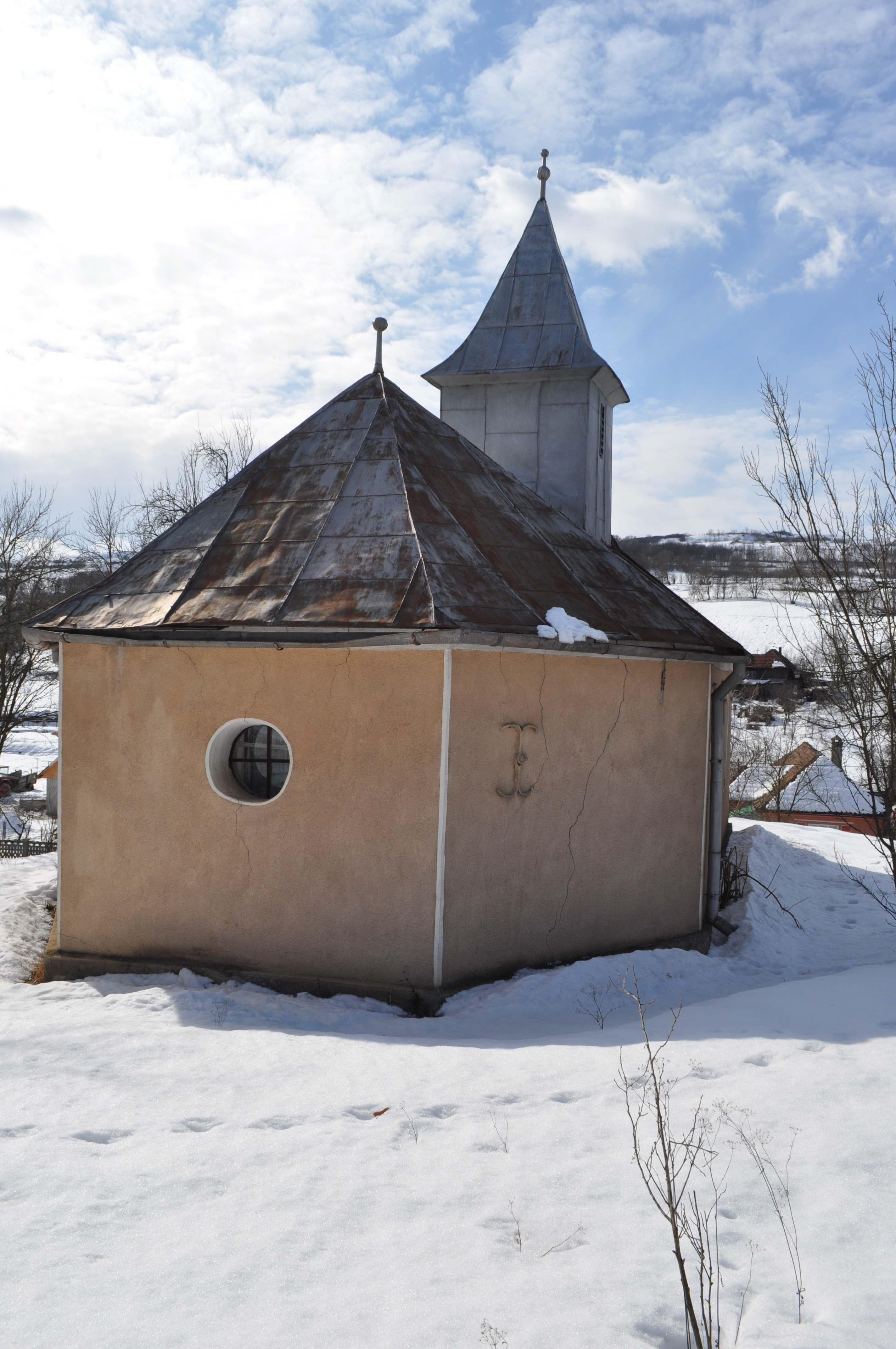
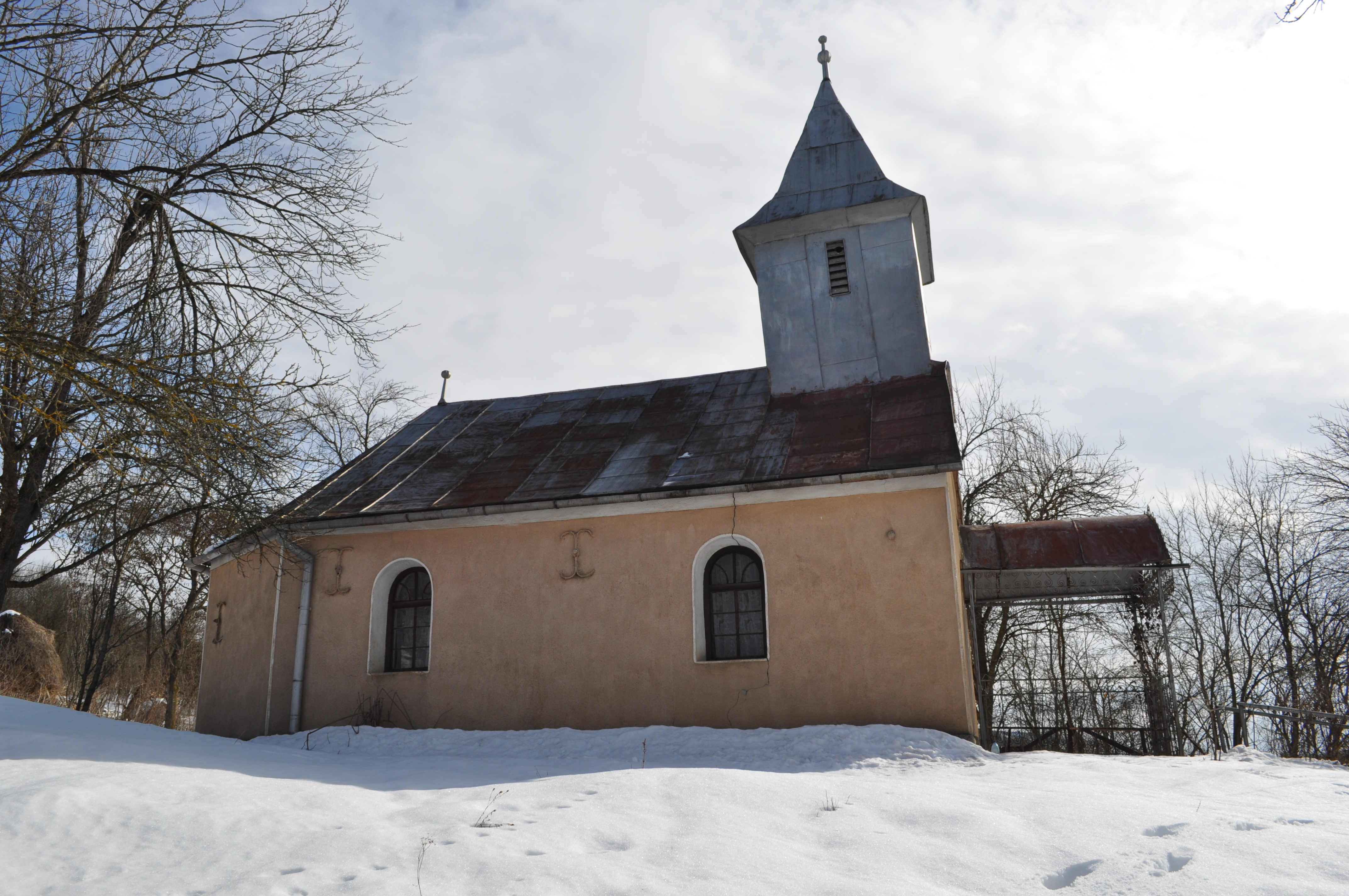
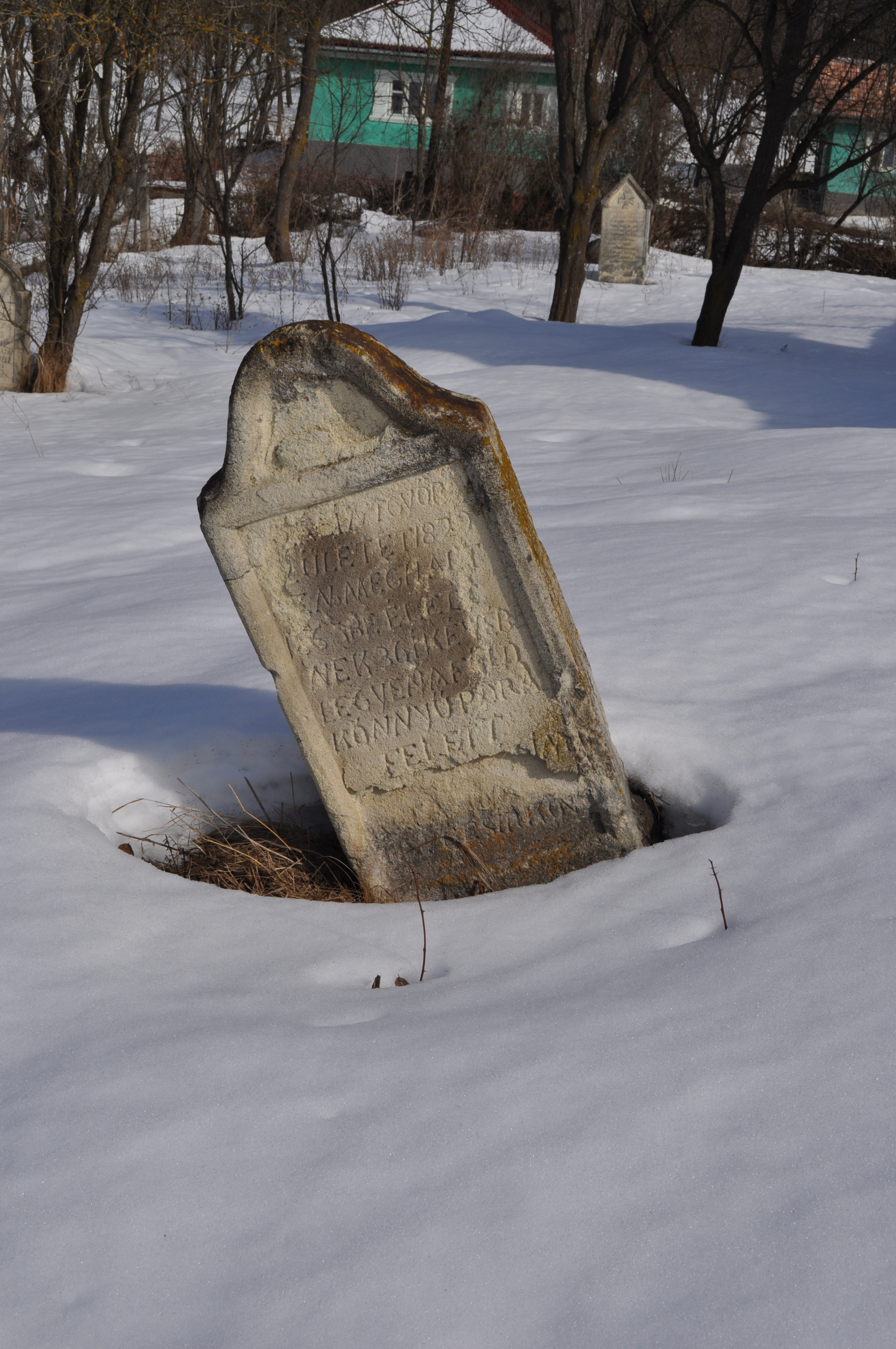
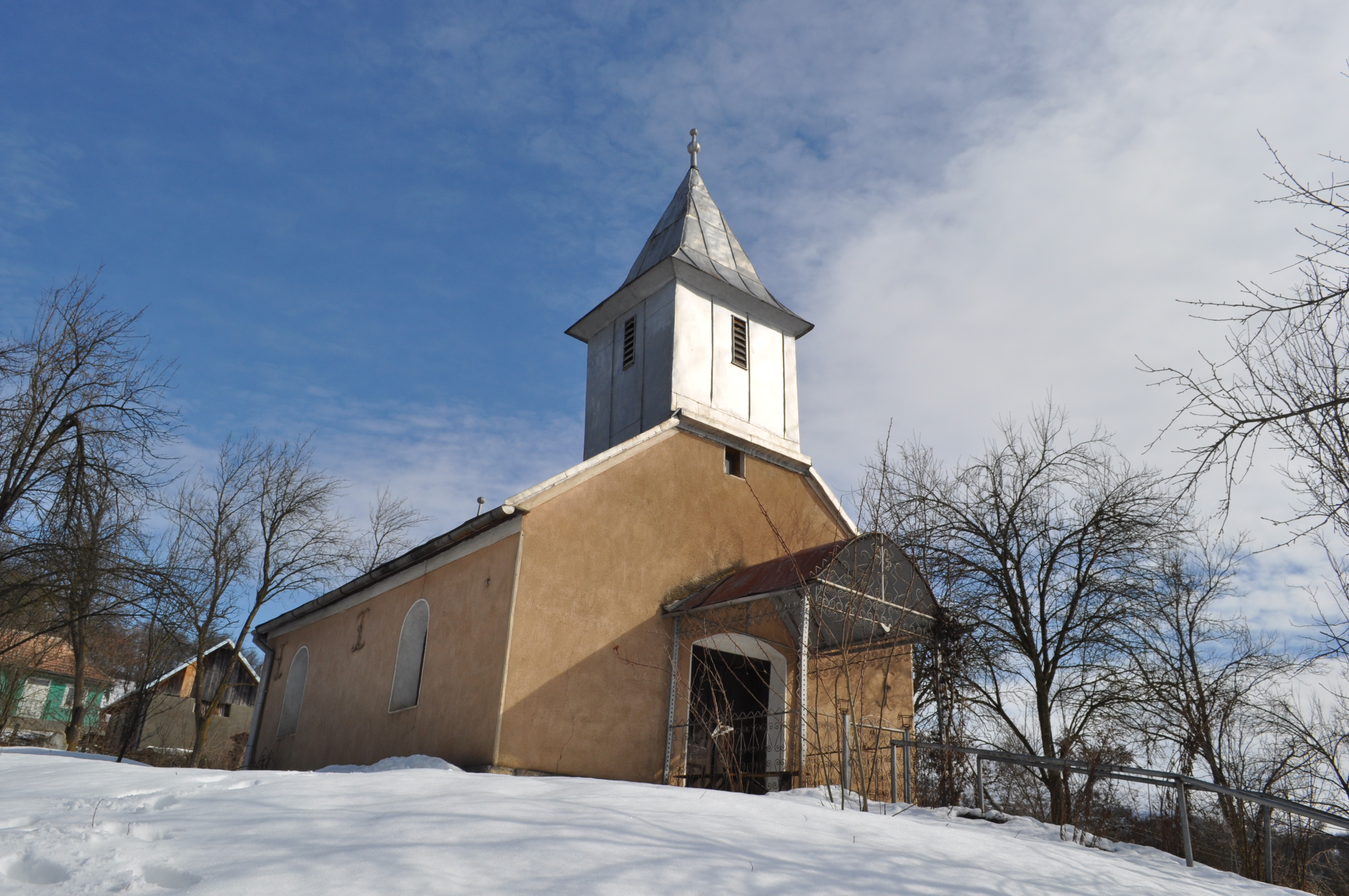
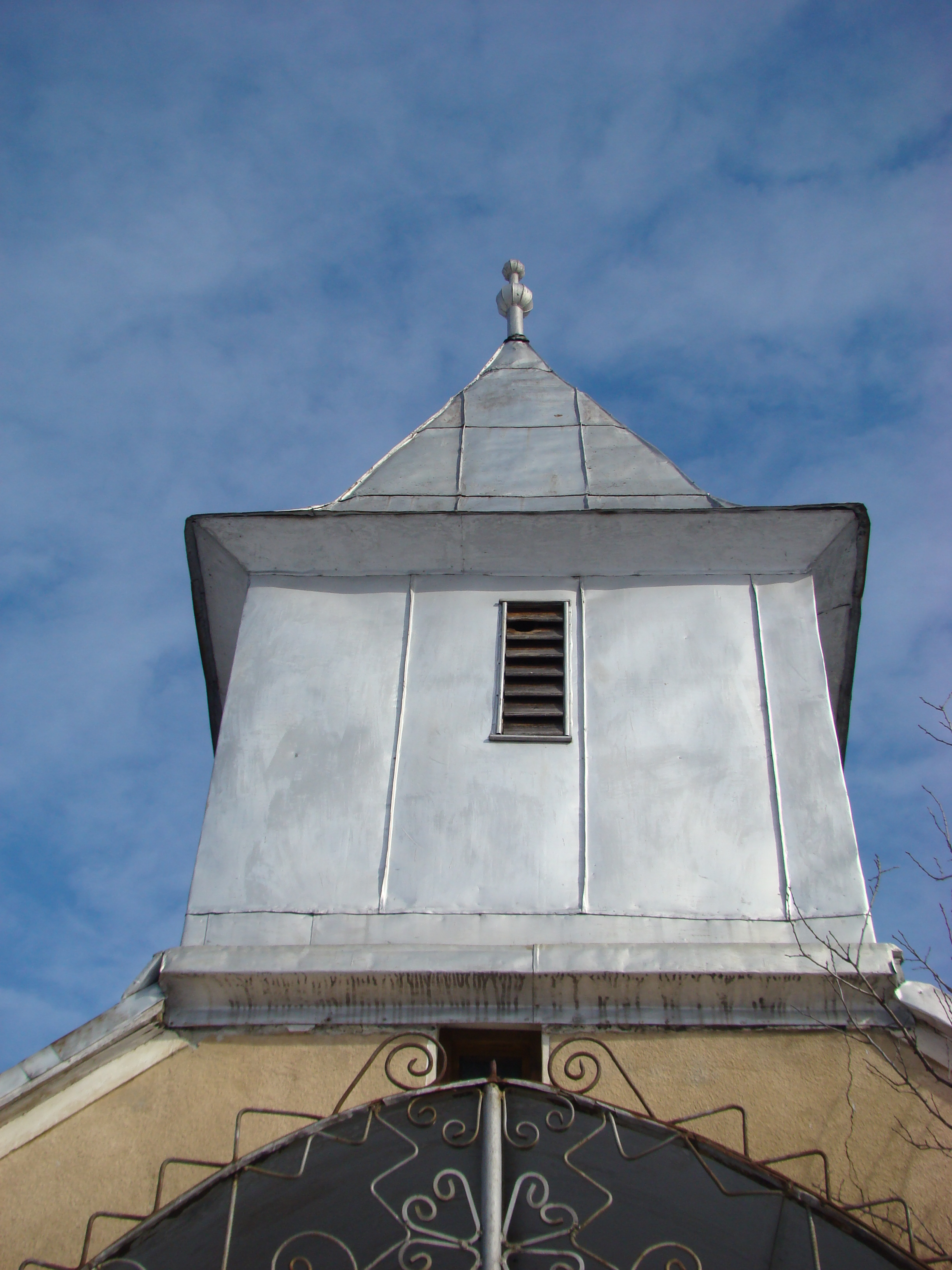